# عقد بیع
عقد بیع قرارداد یا عقدی است که به موجب آن  شخصی، مالی را در ازای مال دیگر به شخص دیگری واگذار کند (که معمولا پول است)به نحوی که مالک مال (فروشنده)، مالکیت کالای خود را در مقابل پول یا مالی که دریافت می‌کند به طرف مقابل (خریدار) انتقال دهد و طرف نیز در مقابل دریافت کالا، پول یا مال خود را به فروشنده بدهد.
عقد بیع به محض انشای ارادهٔ طرفین تشکیل‌دهندهٔ آن، یعنی بایع و مشتری، تحقق می‌یابد و دارای اثر حقوقی می‌شود. بیع در لغت به معنای خرید و فروش و داد و ستد می‌باشد و و در اصطلاح فقهی ایجاب و قبولی است که بر نقل ملک در مقابل عوض معلوم و متعین دلالت کند.
اقسام بیع عبارتند از: ۱_ بیع عین معین ۲_بیع عین کلی در معین ۳_ بیع عین کلی در ذمه

## بیع در فقه
بیع به معنای فروختن و از مفاهیم عرفیه است و نتیجهٔ آن تملیک عین (مال) به عوض معلوم (مال دیگر) خواهد بود.
در فقه از مفهوم دیگری به نام «معاطات» نام برده شده که بسیار شبیه به بیع است اما شهید ثانی تفاوت این دو را در این می‌داند که بیع با یک صیغه و لفظ خاص و مختص بیع صورت می‌گیرد و معاطات( چیزی به کسی دادن) بدون هیچ صیغه ای و با قصد طرفین انجام می‌شود و حالت اباحه دارد در حالی که بیع یک عقد به حساب می‌آید.

## بیع در حقوق مدنی ایران
ماده ۳۳۸: بیع عبارت است از تملیک عین به عوض معلوم؛
از این تعریف چنین بر می‌آید که قانونگذار قصد داشته با به کاربردن واژه «عین» مانع از تداخل مفهوم بیع با «اجاره» گردد. اما از سوی دیگر موجب شده تا در مفاهیم جدید مثل خرید خدمات خلاء مفهومی جدی ایجاد گردد.

## آثار عقد بیع
مقصود از آثار عقد بیع، آثار عقد بیع صحیح است؛ زیرا به موجب ماده ۳۶۵ قانون مدنی، بیع فاسد اثری در تملک ندارد؛ بنابراین هر گاه کسی به بیع فاسد مالی را قبض کند باید آن را به صاحبش رد نماید و اگر تلف یا ناقص شود ضامن عین و منعفت آن خواهد بود.
ماده ۳۶۵ قانون مدنی: بیع فاسد اثری در تملک ندارد.
با توجه به ماده ۳۶۲ قانون مدنی آثار بیع را می‌توان به چهار قسمت، الف) انتقال مبیع و ثمن، ب) ضمان درک مبیع و ثمن، ج) تسلیم مبیع، د) تادیه ثمن، تقسیم کرد.
همین که عقد بیع منعقد گردید مالکیت مبیع به مشتری و مالکیت ثمن (ارزش) به بایع ( خریدار) منتقل می‌گردد؛ بنابراین بایع مبیع را به مشتری و مشتری ثمن را به بایع تسلیم کند.